# Pueblo Chimalcoyoc
El Pueblo de Chimalcoyoc es uno de los doce pueblos originarios de la alcaldía Tlalpan, en la Ciudad de México.

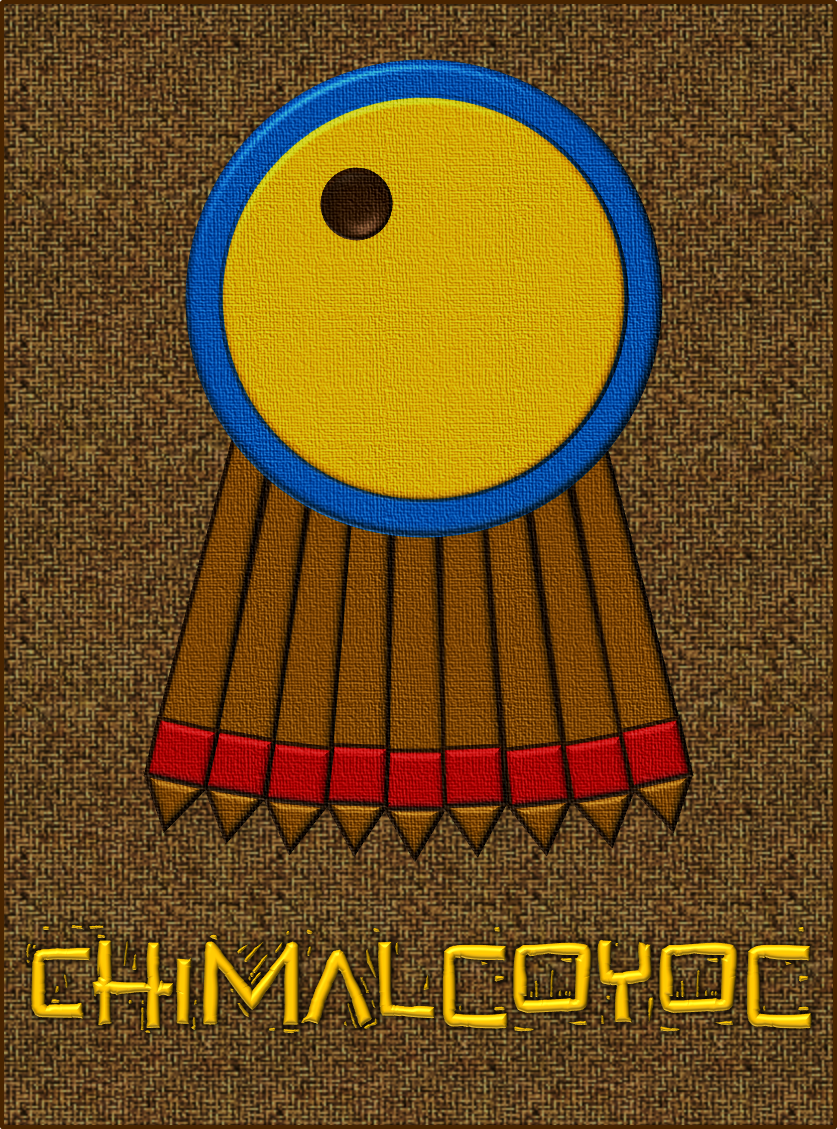
Chimalcoyoc Tlalpan Ciudad de México

## Toponimia
El término de Chimalcóyoc proviene de los términos nahuas chimalli (escudo), coyoctic (agujereado) y -co (sufijo locativo), significando "Donde hay un escudo agujereado", como claramente lo expresa el glifo. Fundado en 1532. Tras la conquista de los españoles recibió el nombre de Barrio de la Asunción Perteneciente a San Agustín de las Cuevas.

## Geografía

### Ubicación
Chimalcoyoc es un pueblo localizado al sur de la Ciudad de México y al pie de las montañas del Ajusco. Además, es una localidad perteneciente a los doce pueblos de la Delegación Tlalpan, Ciudad de México. Inicia a la altura del km. 18.5 de la Carretera Federal México-Cuernavaca y se accede desde la ciudad por las avenidas de Insurgentes Sur o Viaducto Tlalpan. Colinda al norte con el Barrio del Niño Jesús del pueblo de San Agustín de las Cuevas,  y al sur y al Oriente con el pueblo de San Pedro Mártir.

## Cultura

### Festividades y eventos
Chimalcoyoc realiza anualmente sus festividades. La fiesta patronal de la Inmaculada Concepción, se celebra el 8 de diciembre. En esta festividad se realiza una feria tradicional donde se realizan bailes, danzas, Chinelos, arrieros, orquestas, actividades deportivas, juegos mecánicos y fuegos Pirotécnicos. El Pueblo conserva sus costumbres y tradiciones y cada año se llevan ofrendas y regalos al Virgen, además de ser un período que propicia la reunión de amigos y familiares.
y la tradicional promesa de los pueblos hermanos,que llevan ofrendas a la Inmaculada Concepción. En el caso de San Pedro Mártir,   San Miguel Ajusco, Santo Tomás Ajusco, San Andrés Totoltepec, San Miguel Xicalco y Parres El Guarda, entre otros

## Patrimonio

### Capilla de la Purísima e Inmaculada Concepción
Data de finales del siglo XVI
- Datos: Q48785206